# Third Ear Band
I Third Ear Band sono stati un gruppo musicale inglese, attivo dal 1967 al 1972.

## Storia
La Third Ear Band rappresenta uno dei casi più anomali nella storia della musica rock. Il complesso si formò a Londra nel 1967 su iniziativa del percussionista Glen Sweeney e dell'oboista Paul Minns, cui in seguito si aggiunse il violinista Richard Coff. Lontano dallo stereotipo della rock band, fu, piuttosto, un piccolo collettivo musicale, attivo sulla scena underground londinese della fine degli anni Sessanta.
Inizialmente conosciuti come Giant Sun Trolley, poi come Hydrogen Jukebox, il loro genere venne definito come un'evoluzione estrema del progressive rock, che univa, a questo, elementi attinti dalla musica indiana, da quella sacra medievale, nonché dalla musica psichedelica, caratterizzato dall'utilizzo di strumenti atipici, come il violoncello, la viola e l'oboe.
Per buona parte dei critici il capolavoro della band è l'omonimo Third Ear Band (conosciuto anche come Four Elements), registrato negli studi di Abbey Road nel 1970 e pubblicato dall'Harvest Records, etichetta underground di proprietà della EMI. 
Dopo essersi sciolti nel 1972, si ricostituirono nel 1988, su iniziativa dello scrittore freelance italiano Luca Ferrari.
La band si sciolse definitivamente nel 1993, a causa dei problemi di salute del leader Glen Sweeney, dopo aver registrato alcuni album per l'etichetta italiana Materiali Sonori.
Paul Minns morì suicida nel 1999, Glen Sweeney di malattia nel 2005.
Nel corso degli anni, diverse registrazioni inedite vennero pubblicate.

## Formazione
- Paul Minns - oboe
- Glen Sweeney - Tabla
- Paul Buckmaster - violoncello, basso
- Simon House - violino
- Denim Bridges - chitarra

## Discografia

### Album in studio
- 1968 - The National-Balkan Ensemble
- 1969 - Alchemy
- 1970 - Third Ear Band
- 1970 - Abelard and Heloise
- 1972 - Music from Macbeth
- 1972 - Prophecies
- 1988 - Radio Sessions
- 1988 - New Forecasts from the Third Ear Almanach
- 1990 - Magic Music
- 1993 - Live Ghosts
- 1993 - Brain Waves
- 1994 - Radio Sessions
- 2005 - The Magus - registrato nel 1972

### Raccolte
- 1976 - Experiences - (Harvest-Emi)
- 1998 - Songs from the Hydrogen Jukebox

### Album dal vivo
- 1988 - Live Ghosts
- 1999 - Live